# I Form Kvindeløb
I Form Kvindeløb er en serie kvindeløb, der hvert år afholdes i en række større byer i Danmark. Løbene arrangeres af I Form i samarbejde med Århus Motion i Århus, Aalborg Motion i Aalborg, H.C. Andersen Marathon i Odense og Frederiksberg IF i København. Foruden de fire løb i Danmark afholdes for første gang i 2009 et løb i Malmö. I Danmark startede løbsrækken i 2004 i København. I hver by er der plads til løbere på både 5 og 10 km strækninger.